# کوهگیر علیا
کوهگیر علیا، روستایی از توابع بخش طارم سفلی شهرستان قزوین در استان قزوین ایران است.

## جمعیت
این روستا در دهستان کوهگیر قرار دارد و براساس سرشماری مرکز آمار ایران در سال ۱۳۸۵، جمعیت آن ۱۵۴ نفر (۴۶خانوار) بوده است.